# 音の本棚
音の本棚（おとのほんだな）は、1976年4月1日から1979年6月29日まで毎週月曜日 - 金曜日にFM東京系列で放送されていたラジオ番組。小説などの文学作品を中心にラジオドラマ化し全847回放送された。

## 概要
放送当初はラジオドラマだけであったが、途中から小池朝雄がナビゲーターとして、番組冒頭の導入部とドラマ終了時のホスト役を担当する形式になった。放送作品にはエンターテインメント作品を中心に国内外の長編／短編小説を原作として脚色したものが多く、漫画や落語なども題材として取り上げたが、書き下ろしのドラマは少なかった。基本は1週間単位のシリーズ構成で、長編作品は5話、短編は1話ずつ5作品という編成が典型だった（一部に2話+3話といった変則的な構成もある）。第1回放送は木曜日、第2回放送は金曜日であったため、初回の週だけは2話放送された。使用音楽もオリジナルではなく、既成の楽曲をBGMに流用しているが、エピソードごとにテーマ曲相当の曲を決め、場面転換時やエンディング等で長く聞かせる演出も特徴的だった。主要曲はエンディングクレジットで紹介された。サントリーの単独提供で、CMもラジオドラマ仕立てのものが多く放送された。テーマ曲には映画『カサブランカ』の「時の過ぎ行くままに」が使われた。

## 放送時間帯
放送期間中に2度変更されているが、FM大阪のみ変更が生じなかった。
| 放送局 | 1976年4月1日 - 1977年1月31日 | 1977年2月1日 - 1977年4月1日 | 1977年4月4日 - 1979年6月29日 |
| ------ | ---------------------------- | --------------------------- | ---------------------------- |
| FM東京 | 21:25 - 21:40                | 21:00 - 21:25               | 22:00 - 22:25                |
| FM愛知 | 22:05 - 22:30                | 20:00 - 20:25               | 22:00 - 22:25                |
| FM大阪 | 21:00 - 21:25                | 21:00 - 21:25               | 21:00 - 21:25                |
| FM福岡 | 0:00 - 0:25                  | 21:00 - 21:25               | 21:00 - 21:25                |

## おもな放送作品
- ジェフリー・アーチャー 『大統領に知らせますか？』
- アーサー・C・クラーク 『2001年宇宙の旅』
- レイ・ブラッドベリ 『たんぽぽのお酒』
- 田中光二 『異星の人』
- 山野浩一 『X電車で行こう』
- 井上ひさし 『モッキンポット氏の後始末』
- 豊田有恒 『タイムスリップ大戦争』
- 筒井康隆 『富豪刑事』
- チャールズ・ディケンズ 『クリスマス・キャロル』
- ルイス・キャロル 『不思議の国のアリス』
- コリン・ウィルソン『宇宙ヴァンパイア』
- ポール・ロスワイラー 『赤毛のサウスポー』
- フレドリック・ブラウン 『発狂した宇宙』
- フィリップ・K・ディック  『ディック幻想短編集-地図にない町』
- カローラ・ベルモンテ 『モーツァルトと女性』
- 沢木耕太郎 『敗れざる者たち』
- 谷克二 『追うもの』
- 手塚治虫『SFファンシーフリー』
- ジョナサン･B･ヒコックJr（架空の海外作家） 『[Bホーム発最終電車-時間最深部への派兵』
- 星新一、筒井康隆、小松左京、エドガー・アラン・ポー、オー・ヘンリー、フィッツ＝ジェイムズ・オブライエン等の短編集
- 古典落語の翻案
- 作、演出：松本茂雄　オリジナル作品　『放送日 1977年10月31日～11月4日 【タイム・トラブル・ストーリー】 』

ほか

## おもな出演者
小池が設立の中心的な役割を担った劇団昴の若手俳優が多く起用されたほか、主にゲストとしてベテラン声優／俳優も多く出演した。
- 西沢利明
- 北村総一朗
- 田島令子
- 武藤礼子
- 長塚京三
- 熊倉一雄
- 太田淑子
- 岸田森
- 久米明
- 入江洋佑
- 睦五郎
- 此島愛子
- 上田忠好
- 田中信夫
- 白石冬美
- 島宇志夫

ほか

## 放送データ
- 第1回　「白い手ぶくろ」　原作：J・S・フレッチャー（Joseph Smith Fletcher）　脚色：矢作俊彦 　出演：睦五郎、北浜春子 、しばたまさし
- 第2回　「ビンの小鬼より～悪魔」　原作：ロバート・ルイス・スチーブンソン　脚色：東龍男　出演：睦五郎
- 第3回 O・ヘンリー短編集（第1話）「グレーの服の女」　原作：O・ヘンリー（オー・ヘンリー）　脚色：東龍男　出演：小池朝雄、北浜春子
- 第4回 O・ヘンリー短編集（第2話）「ジミーの手紙」　原作：O・ヘンリー　脚色：東龍男　出演：小池朝雄、北浜春子
- 第5回 O・ヘンリー短編集（第3話）「新婚旅行は遊園地」　原作：O・ヘンリー　脚色：東龍男　出演：小池朝雄、北浜春子
- 第6回 O・ヘンリー短編集（第4話）「早とちり」　原作：O・ヘンリー　脚色：東龍男　出演：小池朝雄、北浜春子
- 第7回 O・ヘンリー短編集（第5話）「素敵なジェリー」　原作：O・ヘンリー　脚色：東龍男　出演：小池朝雄、北浜春子
- 19790529 石原慎太郎短編集3「鱶女」から夏の終わり」
- 19790618 さらばモスクワ愚連隊1